# استنلی دسر
استنلی دسر(به انگلیسی: Stanley Deser) یک فیزیکدان آمریکایی است که به خاطر مشارکتش در زمینه نسبیت عام شناخته می شود. اکنون وی استاد فیزیک در دانشگاه برندایس والتهام، ماساچوست می باشد.
در زمینه نسبیت عام بیش از همه به خاطر کار مشترکش با چارلز میسنر و ریچارد آرنوویت، یعنی صورت گرایی ای دی ام شناخته می شود.